# Pfette

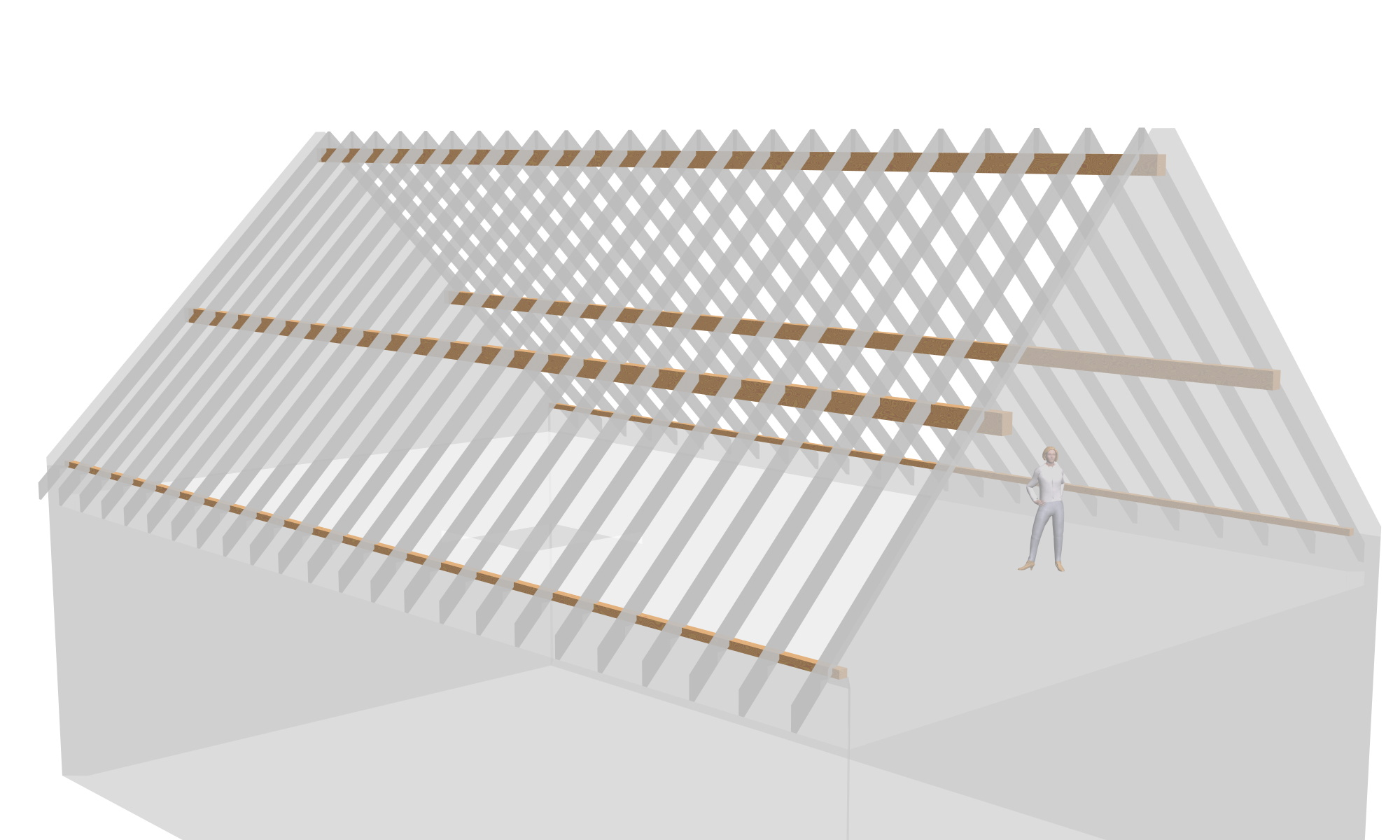
Ein Pfettendach mit Firstpfette, zwei Mittel- und zwei Fußpfetten

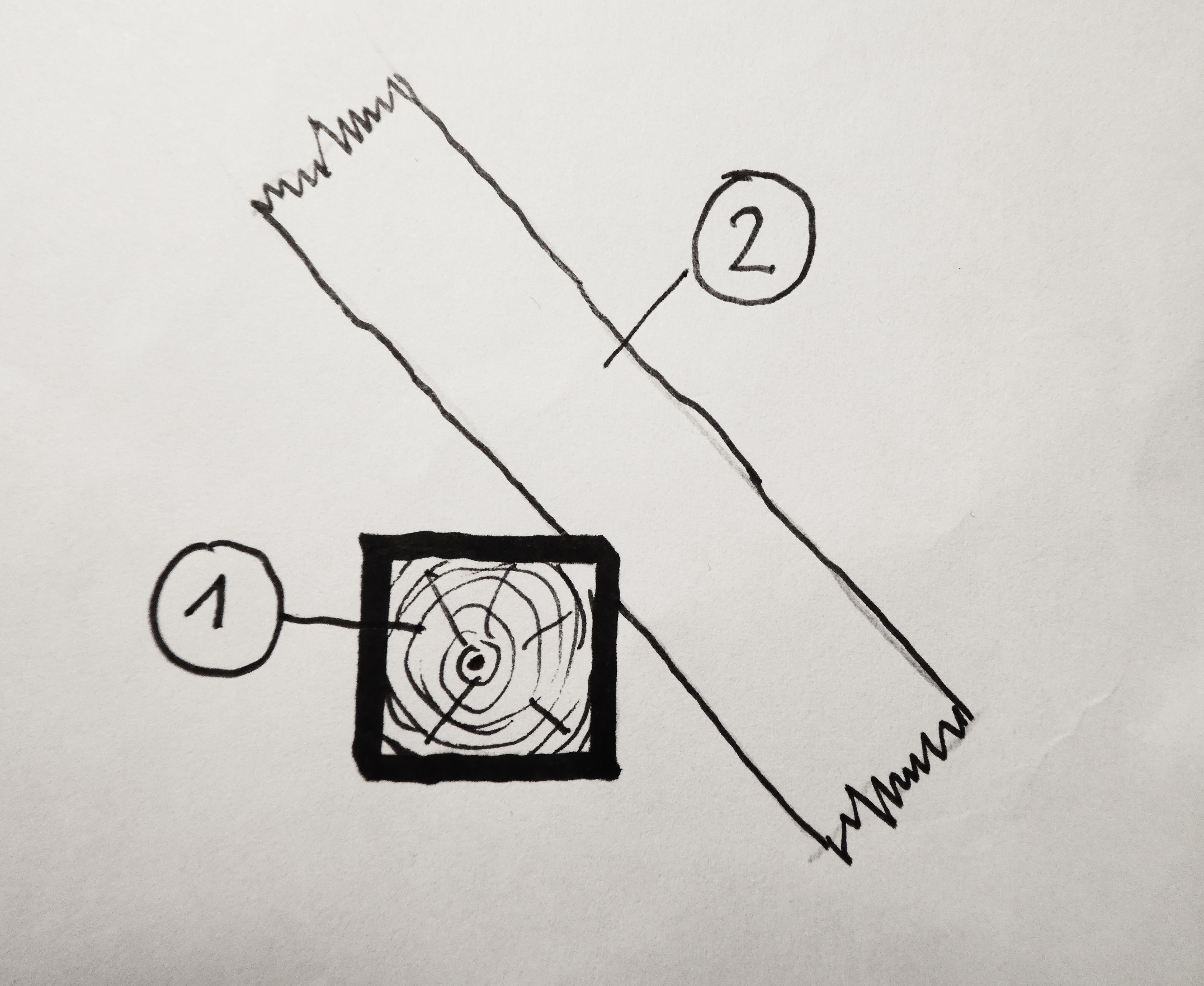
1: Pfette; 2: aufgekervter Sparren

Pfetten sind in einer Dachkonstruktion parallel zum First verlaufende Hölzer, die beim Pfettendach auf Querwänden aufruhen und die Dachhaut tragen. Sie ruhen beim Pfettendach als Firstpfette, Fußpfette und Mittelpfette auf Stuhlsäulen, Zangen oder Binderbalken auf und unterstützen die Sparren, die in einigen Gebieten auch Rofen genannt werden. Die Sparren müssen direkt auf den Pfetten aufsitzen (aufgesattelt bzw. aufgekervt sein), um die Traglast zu übertragen.
Im Fachwerkbau wird auch das Rähm als Pfette bezeichnet.

## Wortherkunft
Der Begriff Pfette ist seit dem 14. Jahrhundert überliefert und aus dem mittellateinischen patena (= Firstbaum) entlehnt.

## Arten

Pfetten: Querschnitte nach statischen Erfordernissen

Firstpfette und Mittelpfette bilden den oberen Abschluss des Dachstuhls im engeren Sinne, während die Fußpfette auf der Außenwand aufliegt.

### Firstpfette
Die Firstpfette befindet sich unter dem Dachfirst und trägt ihre Lasten über Stützen, Wände oder Dachbinder eines liegenden oder stehenden Dachstuhls ab.

### Mittelpfette
Mittelpfetten, auch Zwischenpfetten, werden bei Pfettendächern als Vollholz-Konstruktion traditionell eingesetzt, wenn ihre größte Spannweite (z. B. Zweifeldträger) nicht mehr als 4,5 Meter beträgt.

### Fußpfette
Die Fußpfette oder Wandpfette liegt in der Regel im Traufbereich eines Dachs auf einer Geschossdecke oder einem Drempel. Wenn sie vollflächig auf der Außenwand aufliegt, wird sie auch als Fußschwelle oder Mauerlatte bezeichnet und kann schwächer dimensioniert werden als die anderen Pfetten.

## Statisches System im Holzbau
In Vollholz-Konstruktionen kommen wegen der üblichen Schnittholzlängen (6 m bis 7 m, maximal 9 m) häufig Zweifeldträger zur Ausführung. Bei größerer Dachlänge werden Zweifeldträger aneinandergekoppelt oder Gelenkträger (Gerberträger) ausgeführt.
Mit üblichen Schnittholz-Abmessungen werden traditionell Stützweiten von 4,5 m bis 5,5 m vorgesehen. Bei längerer Stützweite (oder hoher Schneelast) können auch Brettschichtholz-, Wellsteg- oder Fachwerkträger sowie Stahlprofile oder durch Stahlprofile verstärkte Holzquerschnitte als Einfeld- oder Durchlaufträger wirtschaftlich eingesetzt werden.

## Gestaltete Pfettenköpfe

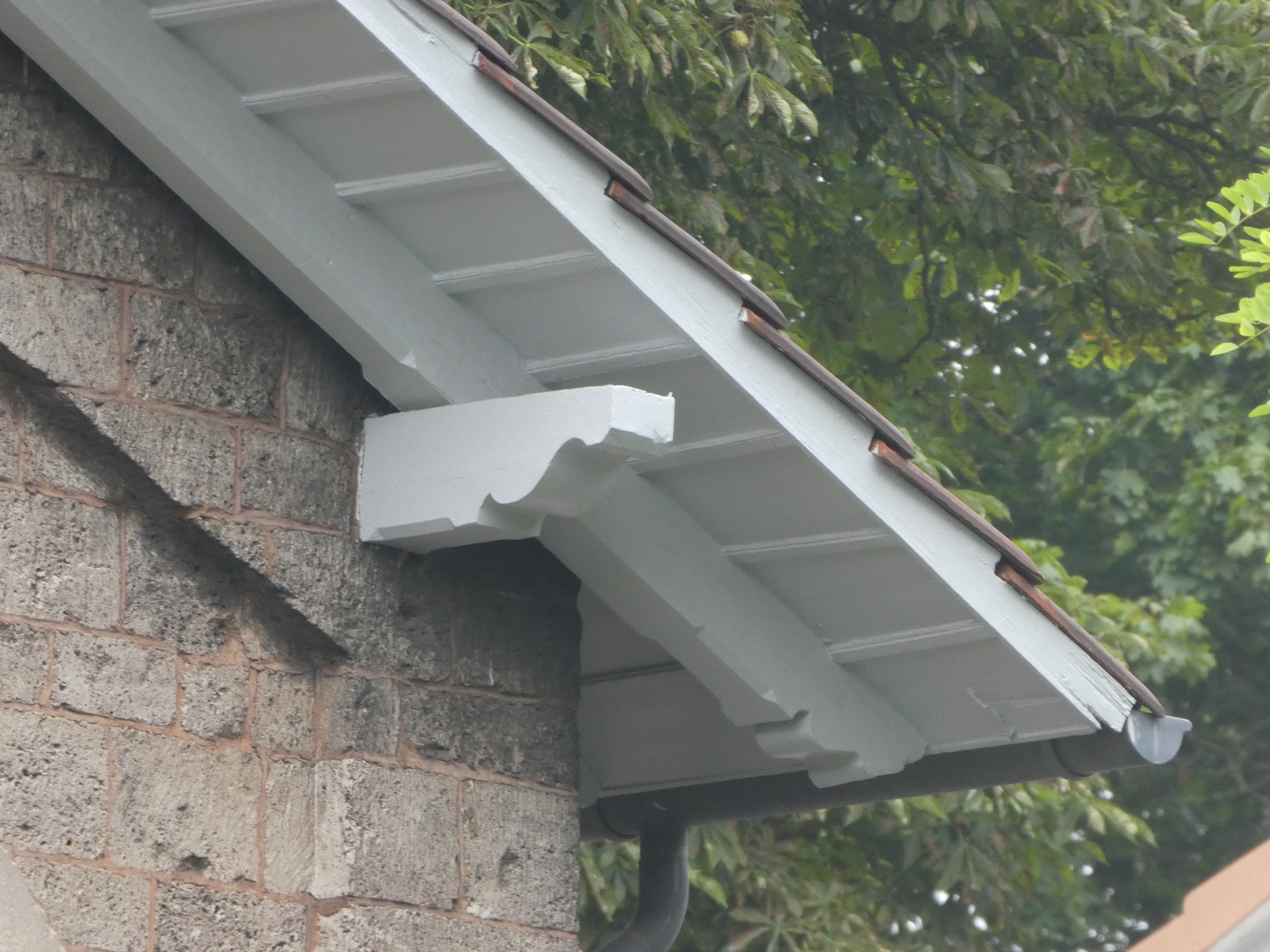
Profilierte Zierbalkenköpfe eines Dachwerks: Pfettenkopf und Sparrenkopf (Göttingen, spätes 19. Jahrhundert)

Besonders im 19. Jahrhundert (u. a. im Schweizerstil) wurden die Balkenköpfe der außen am Giebel sichtbar auskragenden Pfetten mit verzierenden Profilen versehen.